# Белый Кролик
Бе́лый Кро́лик (англ. The White Rabbit) — персонаж книги Льюиса Кэрролла «Приключения Алисы в Стране чудес». 

## Белый Кролик в книге Кэрролла
Белый Кролик появляется в самом начале книги, в 1 главе, одетым в жилет и бормочущим себе под нос:

«Ах, боже мой, боже мой! Как я опаздываю!» (англ. «Oh dear! Oh dear! I shall be too late!»)
Поначалу Алисе это не кажется особенно странным, и только тогда, когда Кролик вынимает часы из жилетного кармана и, посмотрев на них, убегает дальше, Алиса в изумлении вскакивает на ноги и бежит за ним, ныряя в кроличью нору, с которой и начинается погружение Алисы в удивительный мир Страны чудес. Второй раз Алиса встречает Кролика, когда тот путает её со своей служанкой Мэри-Энн. Она оказывается запертой в домике Белого Кролика из-за того, что, съев пирожков с надписью «Съешь меня», она увеличилась до громадных размеров.
В последних главах Белый Кролик появляется ещё раз, исполняя роль глашатая при дворе Червонных Короля и Королевы.

## В культуре

### Компьютерные игры
- В игре American McGee's Alice именно Белый Кролик возвращает Алису в Страну Чудес. В начальной заставке он изображен, как мягкая игрушка Алисы, затем превращается во что-то смутно напоминающее иллюстрацию Джона Тенниела, только более сморщенным и похожим на мертвеца. Когда Алиса преследует его в Деревне Обречённых, он уменьшается и ныряет в нору. Алиса следует за ним, также уменьшившись с помощью самодельного зелья. Они встречаются снова в Лесу Страны Чудес, где Кролик объясняет Алисе, как найти Гусеницу. Позже Кролика убивает Болванщик, размозжив голову ботинком. Как и все убитые персонажи, Кролик воскресает в конце игры, когда Алиса снова становится вменяемой.
- В РПГ под названием Kingdom Hearts для приставки PlayStation 2 и её продолжении на Game Boy Advance под названием Kingdom Hearts: Chain of Memories, Кролик появляется в примерно одной и той же роли — волнуясь о том, что опаздывает, он ведёт Сору, Дональда Дака и Гуфи во дворец Королевы.
- В игре Manhunt компании Rockstar есть уровень «Убить Кролика». В этом уровне главный герой охотится за мужчиной, одетым в костюм Белого Кролика. Перед тем как попасть на уровень, Старквейзер говорит главному герою: «Настало время позабавиться в Стране Чудес», а на следующем уровне называет его «большой уродливой Алисой» — очевидная отсылка к работам Льюиса Кэрролла. В один момент человек в костюме Кролика сообщает главному персонажу, что Старквейзер снимает его на видео и продолжает командовать армией Улыбчивых, чтобы избавиться от персонажа. Чтобы пройти уровень, нужно убить мужчину в костюме и отобрать у него ключ.
- В игре по мотивам фильма Тима Бёртона Белый Кролик (МакТвисп) — один из играбельных персонажей. Он дерётся часами и способен останавливать врагов (и даже отправлять их назад).
- В игре Castlevania: Aria of Sorrow на Game Boy Advance в одной из частей замка белый кролик с часами перемещает персонажа назад во времени, не давая вам пройти дальше; чтобы его убить, нужно получить способность (останавливать время) после убийства одного из боссов.
- В Super Mario 64 кролик Мипс ссылается на белого кролика несколькими строчками, например, «Я опаздываю на важную дату».
- В Heart no Kuni no Alice, симуляторе знакомств, сделанном для PC, PSP и PS2 с темой Алиса в стране чудес, есть человек по имени «Питер Уайт», в котором Питер Уайт берет на себя роль Белого Кролика в стране чудес.
- В Eye of the North expansion из Guild Wars, для поиска босса Nulfastu Earthbound требуется, чтобы игрок последовал за белым кроликом в кроличью нору. Когда игрок входит, появляется босс вместе с большим количеством других враждебных монстров, которые легко подавляют неподготовленную группу игроков.

### Фильмы
- В фильме 1903 года, первом в истории фильме, снятом по мотивам «Приключений Алисы в Стране Чудес», Белый Кролик появляется в первые секунды фильма. Он проходит мимо Алисы и спускается в нору. В следующем кадре Кролик пробирается через туннель. Спустившись в туннель, Кролик проходит по коридору. Также его видно в конце фильма в числе королевской свиты — он предваряет шествие маленьких карт.
- В фильме «Матрица» неизвестный в компьютере даёт Нео указание «следуй за белым кроликом». Нео встречает девушку с татуировкой в виде белого кролика. У девушки крупные передние резцы — «кроличьи зубы». Следуя за ней, он приходит в ночной клуб, где знакомится с девушкой-хакером по имени Тринити, которая обещает раскрыть Нео тайну Матрицы.
- В фильме Тима Бёртона Белый Кролик получил имя «Нивенс МакТвисп» и по сюжету он специально заманил Алису в нору, чтобы она вернулась в Страну Чудес.
- В фильме «Приключение заботливых медвежат в Стране Чудес» (англ. The Care Bears Adventure in Wonderland) Белый Кролик изображён дядей персонажа по имени Свифт Харт (англ. Swift Heart).
- В сериале «Звёздный путь», в начале 66-го эпизода Белый Кролик является Доктору МакКою.
- Один из эпизодов сериала «Остаться в живых» носит название White Rabbit — «Белый Кролик».
- В фильме «Донни Дарко» большой белый кролик являлся главному герою и рассказывает несколько пророчеств.
- В фильме «Знамение» накануне апокалипсиса инопланетяне забирают с Земли «избранных» детей и высаживают их на девственной планете для продолжения рода людского. Дети первым делом выпускают из рук в траву белых кроликов…
- В фильме «Дело для начинающего палача» герой перед попаданием в волшебную страну видит на дороге труп зайца, одетого в пиджак и штаны, из которых герой достаёт карманные часы.
- В сериале «Плохие» в шестой серии четвёртого сезона, являясь воплощенной галлюцинацией одного из наделенных сверхъестественными способностями людей, охотится за героями сериала.
- В OVA «Сиэль в Стране Чудес» аниме «Тёмный дворецкий» Белым Кроликом был Себастьян Михаэлис, дворецкий Сиэля Фантомхайва и демон.

### Музыка
- Группа Jefferson Airplane исполняет песню под названием «White Rabbit», в тексте которой используется сюжет «Приключений Алисы в Стране Чудес» как метафора действия психоделиков на сознание человека.
- У группы Marilyn Manson в альбоме «EAT ME, DRINK ME», песни «Are You the Rabbit?» немного сказано о Белом Кролике.

Быстрее-быстрее-быстрее,
Я опаздываю, опаздываю,
И стрелки на моих часах
Начинают дрожать.
- У группы Egypt Central в 2011 году вышел альбом под названием White Rabbit[англ.] с одноимённой песней.

### Наука и Космос
- В честь Белого Кролика названа малая планета 17942 Whiterabbit[англ.] (1999 JG6).
- Проект Белый Кролик (англ. White Rabbit Project) был разработан в ЦЕРНе для обеспечения синхронизации передачи данных по оптоволоконным линиям связи на большие расстояния. Сеть White Rabbit обеспечивает передачу данных с точностью до наносекунды (10−9 с). Название проекта является отсылкой к Белому Кролику, фигурирующему в романе Льюиса Кэрролла «Приключения Алисы в Стране Чудес», который постоянно смотрит на свои часы.

### Архитектура
- Бронзовая скульптура Белого Кролика была установлена в одном из дворов на Щербаковской улице в Москве. Белый Кролик изображён в цилиндре, с тростью и часами в руках[2]. Автор проекта — Мещангин Владислав Иванович, Центр Художественного Литья «Царский Остров». В 2019 году в рамках Программы по благоустройству района скульптуру Белого Кролика демонтировали. Скульптура позже пропала. Взамен установили другую скульптуру значительно меньшего размера. По факту конфликта активистами было направлено обращение в Прокуратуру[3].
- Деревянная скульптура Белого Кролика (автор — Саймон Хеджер) установлена в Лландидно, Северный Уэльс[4].